# Karel Blažek
Karel Blažek (8 maggio 1945) è un allenatore di hockey su ghiaccio ed ex hockeista su ghiaccio cecoslovacco, dal 1993 ceco.

## Carriera
Nato in Cecoslovacchia, Blažek ottenne l'asilo come rifugiato politico in Svizzera nel 1969 e venne tesserato dal Lugano, con cui ottenne la promozione in Lega Nazionale A per la prima volta nella storia del club, nella stagione 1970-1971.
Dopo il ritiro ha allenato nei campionati minori svizzeri, ai Giovani Discatori Turrita Bellinzona e si è occupato della formazione dei giovani al Lugano. Ha poi allenato il Chiavenna, con cui ha conquistato la promozione in Serie B2 nel 1987-1988. Dopo un periodo al Chiasso, nel 2012-2013 è stato ingaggiato come allenatore dalla squadra italiana del Como, con cui ha giocato in Serie C (dal 2013-2014 Serie B).
Da Ottobre 2017 siede nuovamente sulla panchina dell'Hockey Club Chiavenna, guidando la squadra nell'Italian Hockey League fino al termine della stagione 2017-2018.